# Amata ogovensis
Amata ogovensis är en fjärilsart som beskrevs av Holland 1893. Amata ogovensis ingår i släktet Amata och familjen björnspinnare. Inga underarter finns listade i Catalogue of Life.